# Al-Shaab Cultural and Sports Club
L'Al-Shaab Cultural and Sports Club (in arabo الشعب‎?, al-Shaʿb, in italiano "il popolo") è stata una società polisportiva di Sharjah, capitale dell'omonimo emirato situato nel nord degli Emirati Arabi Uniti.

## Storia
L'Al Shaab Club è stato fondato nel 1974 ed è stato promosso per la prima volta nella UAE Arabian Gulf League insieme al Sharjah Cultural Sports Club. La squadra è stata retrocessa per tre volte dalla UAE Arabian Gulf League, nel 1992, 1996 e 2009.
Dal 2012 al 2017 ha militato nella UAE Arabian Gulf League. L'Al-Shaab non ha mai vinto la UAE Arabian Gulf League ma ha vinto la Coppa del Presidente nel 1993 e la UAE Super Cup nell'anno successivo. Inoltre la squadra ha anche preso parte alle edizioni 2007-2008 e 2008-2009 della Champions League araba, ma in entrambe le edizioni la squadra è stata eliminata al primo turno: nella prima edizione è stata sconfitta dai giordani del Al-Faisaly Club mentre nella seconda edizione la squadra si è ritirata.

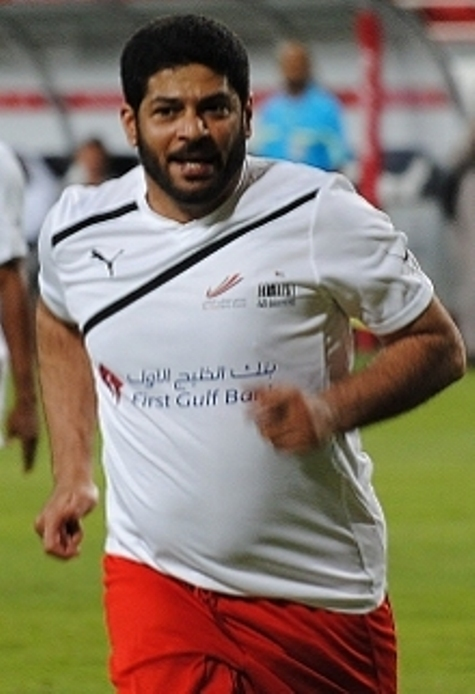
Adnan Al-Talyani ha giocato 19 anni nell'Al-Shaab

Nella stagione 2015-2016 il club è allenato dal tecnico Stefano Cusin.
Nel 2017 la societa si è sciolta.

## Palmarès

### Competizioni nazionali
- Coppa del Presidente: 1

1992-1993
- UAE Super Cup: 1

1993

### Altri piazzamenti
- Campionato emiratino:

Terzo posto: 2001-2002
- Coppa del Presidente degli Emirati Arabi Uniti:

Finalista: 2000-2001, 2003-2004
Semifinalista: 1991-1992
- UAE FA Cup:

Semifinalista: 2000-2001
- UAE Federation Cup:

Finalista: 2009-2010
- Coppa del Vicepresidente degli Emirati Arabi Uniti:

Finalista: 2009-2010